# Implant dentaire
Pour les articles homonymes, voir Ancrage.

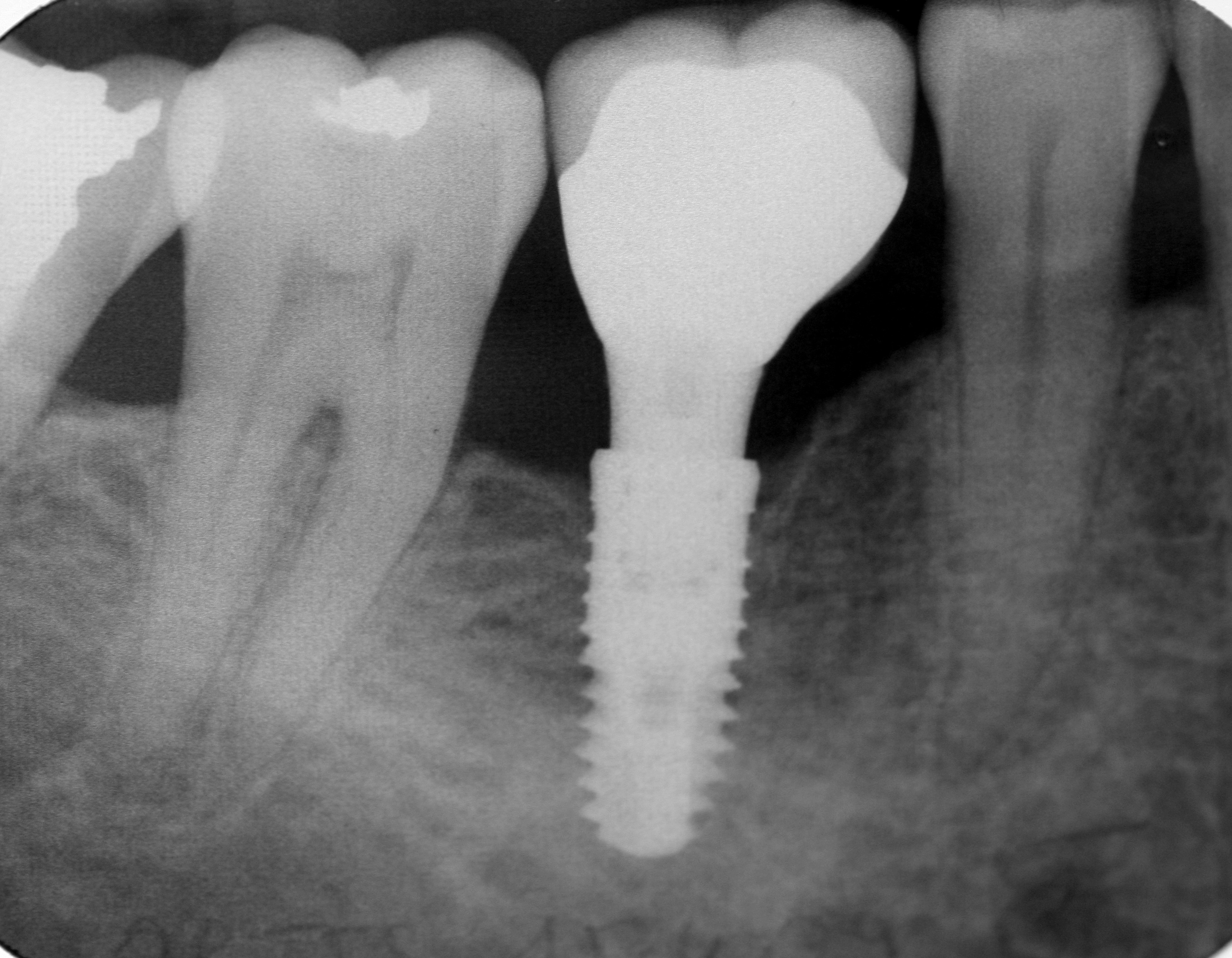
Implant dentaire en position 46

Un implant dentaire ou ancrage dentaire est un dispositif médical — sorte de vis en titane ou zircone ou polymère — inséré dans le maxillaire ou la mandibule et destiné à créer un ancrage capable de recevoir une prothèse dentaire amovible ou fixée.

## Développement de la technique et des matériaux
Pendant les années 1950, le professeur Per Ingvar Brånemark (Suède) découvre par hasard l'exceptionnelle affinité du titane pour l'os vivant. Le titane devient alors le premier matériau connu qui soit totalement biocompatible. Il décide d'exploiter cette découverte pour contribuer à traiter les personnes édentées. À cette fin, il développe une vis représentant une sorte de racine artificielle destinée à soutenir une prothèse dentaire. Dès lors, les premiers patients porteurs de prothèse amovible totale de la mandibule sont équipés de prothèse fixée sur des implants. Au milieu des années 1980, le Pr Brånemark révèle à la communauté dentaire internationale le fruit de ses travaux et expérimentations, réalisés sur l'animal puis sur l'homme, avec des résultats qui vont révolutionner les thérapeutiques dentaires modernes. Il définit le phénomène de l'ostéointégration comme une liaison directe entre l'os et le titane, résistante aux forces de la mastication et fiable dans le temps.
La première exploitation commerciale des implants en titane a démarré en Suède, en 1981, avec la création de la société Bofors Nobelpharma, issue d'un partenariat avec le professeur Brånemark et devenue plus tard Nobel Biocare.
Les implants dentaires employés avant l'usage du titane ne pouvaient pas être ostéointégrés. En effet, l'absence de biocompatibilité des matériaux employés (acier, tantale…) conduisait ces implants à une encapsulation fibreuse les isolant de l'os. On parlait alors de « fibrointégration ». La notion de rejet prédominait alors et les taux d'échec allaient croissant avec le temps. Désormais, avec le titane, disparaît cette notion de rejet. La quasi-totalité des implants disponibles en 2010 sont en titane. Certains sont en zircone ou en polymère mais n'offrent pas encore le recul dont on dispose avec le titane attestant de leur fiabilité.
Qu'il s'agisse de titane, dit « médicalement pur à 99 % » ou d'alliages de titane, offrant une résistance mécanique plus élevée, les phénomènes allergiques sont rares mais restent un aléa à prendre en compte. La fiabilité des traitements implantaires actuels n'est plus à démontrer. La littérature scientifique rapporte des taux de succès de plus de 95 % après 15 ans.

## Différents types d'implants dentaires
Il existe différents types d'implants dentaires dont l'indication dépend des conditions osseuses du patient. La grande majorité des implants dentaires adoptent la forme d'une vis cylindro-conique dont l'état de surface est rendu rugueux après attaque acide et sablage. La connexion de la suprastructure prothétique est réalisée via un hexagone externe ou interne, ou encore un cône morse. Ces implants sont insérés dans leur axe longitudinal, après forage d'un logement adapté en longueur et diamètre.
L’implant dentaire classique possède une forme de vis classique de 10 à 20 mm de longueur. C'est l'implant le plus répandu et le plus utilisé au monde.
Ce type d'implant est à privilégier car il est le système le plus simple et le moins risqué. Toutefois il nécessite de bonnes conditions osseuses, c'est-à-dire un volume osseux suffisant. Une greffe osseuse peut être ajoutée en cas de manque d'os mais il vaut mieux ne pas ajouter un volume d'os trop important pour une meilleure durabilité et un traitement moins invasif.
Il existe aussi un type d'implant dentaire plus court qui permet d'éviter les techniques de greffe. Sa longueur est de 5 à 10 mm. Ce type d'implant permet d'éviter la greffe osseuse chez le patient possédant au moins 6 mm d'os. Différentes études ont démontré que ce type d'implant était tout aussi solide et durable qu'un implant classique,,,.

Un troisième type, l’implant dentaire basal ou zygomatique, possède une forme de vis classique mais est beaucoup plus long que l'implant classique : 40 à 70 mm. Il s'insère dans l'os zygomatique et permet d'éviter les greffes osseuses de type élévation du sinus chez les patients ayant perdu beaucoup d'os à la mâchoire supérieure et dont la hauteur d'os est trop faible pour les implants courts. Ce type d'implant est parfois controversé du fait qu'on pratique la charge immédiate avec les dents fixes définitives alors que certains spécialistes recommandent de faire la charge immédiate uniquement avec des dents fixes provisoires. Cette technique plus complexe et plus risquée ne doit être pratiquée qu’en cas de manque d'os important, c'est la seule justification médicale de son utilisation.

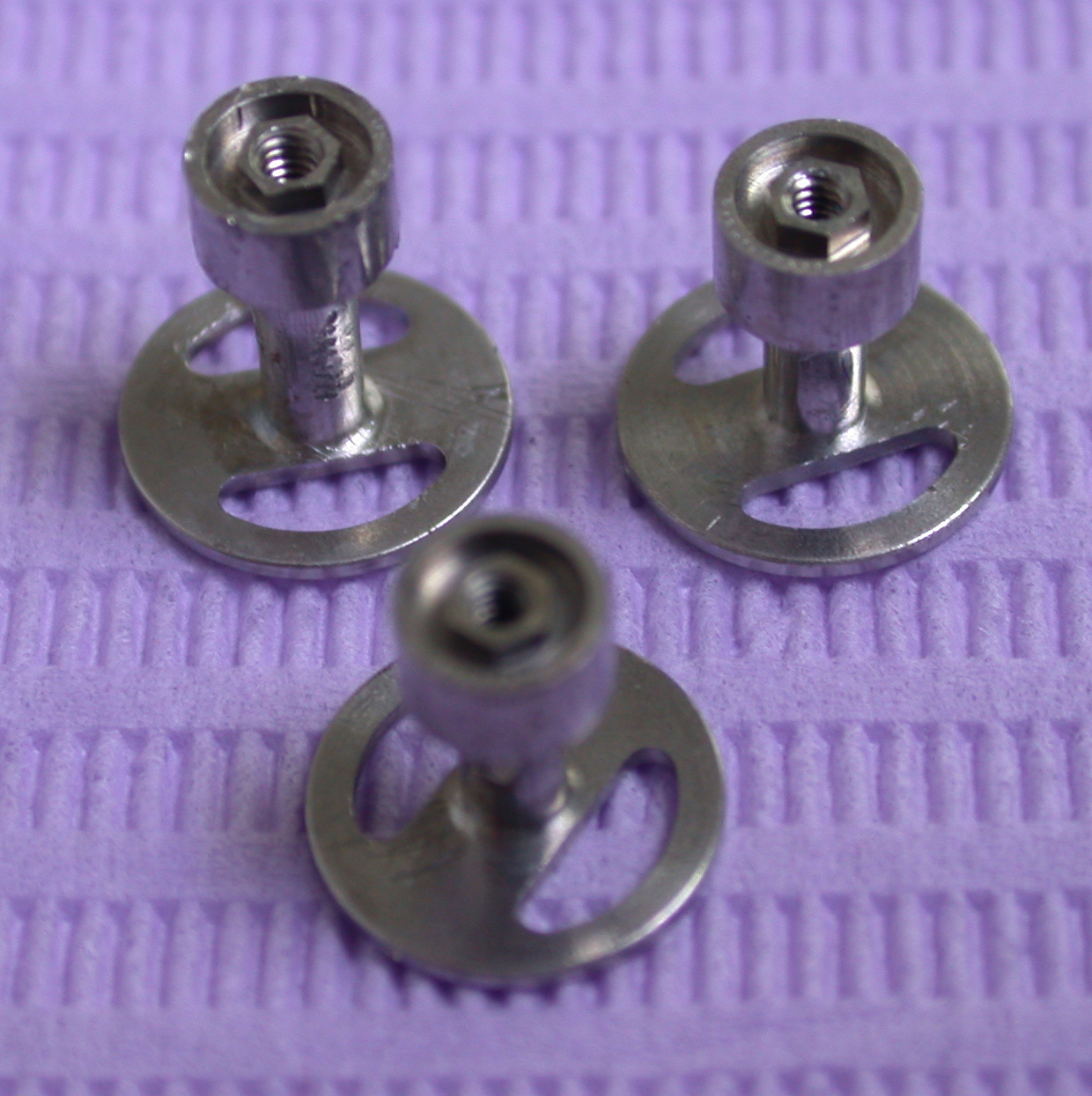
Diskimplant.

Le diskimplant possède une forme en "T" et s'insère latéralement après une coupe par un cutter circulaire. Ce type d'implant est le précurseur de l'implantologie à insertion latérale, par opposition à l'implantologie à insertion axiale, et caractérise l'implantologie basale, spécifique des mâchoires atrophiées (maxillaire et mandibulaire) sans faire de greffe osseuse au préalable. Ce type d'implant requiert des compétences avancées de chirurgie pour sa mise en place, mais affiche un taux de succès de 85 % à 92 % (Selon une étude multicentrique, en excluant les échecs précoces). Il est recommandé lorsque les implants classiques ne peuvent être utilisés, notamment pour les mâchoires à faible volume osseux ou lorsque les greffes osseuses d'augmentation volumique ont échoué. Ce matériel et la technique ont été créés et développés depuis 1985 par le Dr G. Scortecci. Depuis les diskimplants ont subi de nombreux évolutions et progrès notamment avec les diskimplants à plaque d'ostéosynthèse permettant des ancrages dans l'os zygomatique au maxillaire et également dans les secteurs postérieurs mandibulaires (mâchoire inférieure). Cet outil thérapeutique permet de résoudre des difficultés majeures[réf. nécessaire] sans greffes osseuses au préalable lorsque celles-ci ne sont ni souhaitables ni souhaitées par le patient. On dispose de plus de 30 ans de recul clinique sur les diskimplants classiques (simple et double disques) et plus de 20 ans de recul clinique avec les diskimplants à plaque d'ostéosynthèse.

## Biomatériaux
La fabrication d'un implant dentaire nécessite l'utilisation d'un biomatériau. Les fabricants privilégient la zircone et le titane. Ces deux matériaux présentent pratiquement les mêmes caractéristiques : une grande résistance et une parfaite biocompatibilité avec le système osseux. La zircone est souvent préférée pour des raisons esthétiques. De couleur blanche, elle se marie en effet bien avec la gencive et empêche l'apparition de résidus gris, notés parfois avec le titane. Elle est cependant deux fois plus chère que ce dernier[source insuffisante]. La céramique a l'avantage d'avoir une élasticité (module de Young) très proche de celle de l'os.

## Étapes de placement d'un implant
La consultation implantaire est réalisée par un chirurgien-dentiste ayant acquis les connaissances nécessaires en implantologie (tous les chirurgiens-dentistes ne pratiquent pas cette discipline). L'examen clinique est complété par un examen radiologique classique. Les données recueillies permettent de valider la faisabilité du projet prothétique en accord avec le volume osseux disponible. Si le volume osseux est insuffisant, il est nécessaire de l'augmenter par des techniques de greffes osseuses réalisées avant ou pendant la pose de l'implant. Un nombre important de matériaux ont été utilisés pour la reconstruction osseuse. La greffe osseuse autogène, qui utilise de l’os prélevé directement sur le patient, est le seul à induire la formation d’un nouvel os par des ostéoblastes, c’est donc le matériau de choix. L’os humain congelé, déshydraté et déminéralisé (DFDBA) ne contient aucun élément cellulaire et serait donc le second choix. Les autres matériaux résorbables ou semi-résorbables d’origine animale ou synthétique ne sont qu’ostéo-conducteurs, c’est-à-dire qu’ils peuvent guider la reconstruction osseuse mais ne favoriseront pas la régénération de l’os. De récentes publications font état d’un risque de transmission de prions avec certains matériaux d’origine animale. Dans certains cas, des examens complémentaires sont indispensables, tel un examen tomodensitométrique (scanner), ou un examen Cone Beam. En France, ces examens, lorsqu’ils sont réalisés en vue de la pose d'un implant, ne sont pas pris en charge par la sécurité sociale.
Deux méthodes sont possibles pour la réalisation de la chirurgie.

### Technique de mise en charge immédiate
Le même jour que la chirurgie (parfois le lendemain, à cause du temps nécessaire à la réalisation de la prothèse), le praticien met en place une dent provisoire en résine qui préfigure la future prothèse. Le patient repart ainsi avec une dent. Cette technique n'est pas utilisable dans tous les cas, elle nécessite notamment une bonne stabilité primaire de l'implant qui n'est pas obtenue dans toutes les chirurgies.

### Technique de mise en charge différée
Ce processus comprend une étape de chirurgie principale où le praticien met l'implant en place. Il faut ensuite attendre environ quatre mois que l'ostéointégration se produise. Une fois l'implant ancré à l'os alvéolaire, une vis de cicatrisation est mise en place pour préparer l'évasement gingival de la future dent. Cette deuxième étape nécessite une petite intervention sous anesthésie locale.
Dès lors, l'empreinte de situation du ou des implants est transmise au prothésiste. Celui-ci va préparer l'armature de la future prothèse. Après essayage de celle-ci en bouche, la prothèse finale est préparée puis mise en place sur le ou les implants. Classiquement, une pièce en titane est vissée dans l'implant à l'aide d'un tournevis dynamométrique calibré et adapté à la vis concernée. Ce « pilier » peut recevoir, selon les cas, une couronne scellée ou une prothèse transvissée.

## Qualité des implants dentaires
Il existe différentes qualités d'implants dentaires. Certaines caractéristiques techniques permettent aux implants une durée de vie plus longue.
Dans l'ordre d'importance, ces caractéristiques techniques sont : 
1. La connexion conique étanche entre le pilier et l'implant qui empêche l'entrée des bactéries à l'intérieur de l'implant[20],[21] ;
2. Le traitement de surface qui facilite l'intégration osseuse de l'implant[22],[23] ;
3. Le système de fixation de la prothèse sur l'implant par vissage plutôt que par fixation collée définitive car cela facilite les contrôles et entretiens[5] ;
4. Le titane de grade 4 qui contient moins d'aluminium que le titane de grade 5[5].

## Implantologie guidée par ordinateur
Adressée aux patients édentés complets, la chirurgie assistée par ordinateur leur apporte un meilleur confort et un résultat esthétique immédiat. Cette technique consiste à utiliser un logiciel informatique qui reconstitue la mâchoire en trois dimensions et positionne les implants dentaires avec une précision exceptionnelle (en fonction de l'os disponible et de l'esthétique souhaitée). Les implants sont posés exactement aux endroits prédéterminés. Un guide chirurgical de positionnement des implants est réalisé sur mesure pour chaque patient.
Avantages de l'implantologie guidée par ordinateur :
- elle diminue de façon significative le temps d'intervention chirurgicale et les suites opératoires (œdème et douleur) ;
- si la stabilité des implants est satisfaisante, le patient peut ressortir le jour de l'intervention avec une prothèse provisoire fixe et esthétique ;
- les volumes osseux sont optimisés, ce qui peut éviter de recourir à une greffe osseuse ;
- le projet implantaire peut être présenté visuellement au patient avant l'intervention.

## Avantages de l'implant dentaire
Les prothèses sur implants sont plus confortables et discrètes que les prothèses amovibles, elles préservent par ailleurs l'os de la mâchoire et gardent saine la denture existante. La pose d'un bridge (sorte de « pont » entre deux dents), notamment, nécessite de tailler les dents adjacentes pour lui servir de support, donc une partie de l'émail. Autre inconvénient, l'os autour de la dent manquante va se résorber progressivement. Enfin, par rapport à une prothèse amovible, on note un meilleur confort, une meilleure fonctionnalité, voire, pour la prothèse complète amovible, une stabilité et une mastication normale, ainsi qu'une sensation d'appartenance.

### Préservation du capital osseux
La mastication stimulant l'os de la mâchoire, si une ou plusieurs dents viennent à manquer, l'os n'est plus régénéré et se résorbe progressivement, même si le patient possède une prothèse amovible partielle. Dans cette situation, la pose d'implants dentaires permet le maintien du niveau osseux.

### Sécurité
Le taux de succès de l’intervention est d'au moins 90 % à 8 ans. En cas d'échec, la pose d’un autre implant se fera quelques mois plus tard avec le même taux de succès.

### Confort et esthétique
Les implants dentaires doivent être indolores, sinon le dentiste doit être rapidement consulté. Ces implants dentaires occupent une place comparable à la dentition naturelle et présentent la même apparence.

### Fonctionnalité
Les difficultés masticatoires consécutives à la perte des dents entraînent une détérioration de la digestion, qui se traduit par une diminution de l'absorption de vitamines, de minéraux, de fibres alimentaires et de protéines, et par une augmentation de gras et de cholestérol. L'implantologie dentaire peut apporter une solution à ce problème.

### Sensation d'appartenance
L'implant transmet les forces de mastication à l'os comme une racine naturelle. Cette sensation d'appartenance est encore mieux ressentie chez les patients équipés auparavant de prothèse amovible.

### Durée
Un implant dentaire a un taux de succès de 90 % sur une période allant jusqu'à 16 ans selon diverses études.

## Inconvénient de l'implant dentaire
Un implant dentaire représente un investissement de haute technologie sur le long terme. En France, la fourchette de prix est de 900  à   1 500 euros (implant sans la couronne) mais peut dépasser ce palier, selon la notoriété ou l'expérience du praticien, le lieu (prix supérieurs en région parisienne par exemple), le choix du système implantaire, le protocole opératoire, parfois complexe, choisi. Les caisses d'assurance-maladie ne prennent pas en charge cette thérapeutique en France (dans certains pays comme en Belgique, il y a pour les personnes de plus de 70 ans une prise en charge presque totale depuis mai 2009). Certaines mutuelles prennent en partie en charge le coût d'un implant dentaire.
Beaucoup d'éléments variables peuvent influencer ce budget, parmi lesquels la préparation de cire de diagnostic, de guide radiologique, de guide de positionnement des implants mais également le type de protocole choisi : extraction et implantation immédiate, greffe de comblement  associée, prothèse provisoire immédiate…
La prothèse sur implant adopte trop de formes cliniques pour que l'on puisse en donner un budget moyen révélateur. Seul le praticien initié pourra remettre au patient un devis détaillé des phases chirurgicales et prothétique. En France, une petite partie du coût de la prothèse dentaire fixe mise sur un implant est prise en charge par la sécurité sociale (environ 75 euros)[réf. nécessaire].
Les échecs sont rares mais possibles, avec par exemple un rejet de l'implant ou sa migration de la mâchoire supérieure vers les sinus maxillaires.

## Contre-indications
Les techniques implantaires ne sont pas toujours possibles :
- contre-indications générales relatives à la santé du patient : diabète non équilibré ; immuno-dépression ; porteur de valvulopathie ; glomerulonephrite ; infarctus du myocarde récent ; ostéoporose avec prise de certains traitements par voie intraveineuse de la famille des biphosphonates ;
- contre-indications locales absolues : irradiation au niveau de la zone concernée (à la suite d'une tumeur) ;
- contre-indications relatives : patient tabagique et/ou alcoolique ; femme enceinte ; prise d'anticoagulants ; séropositifs ; défaut d'hygiène buccale ;
- contre-indications locales relatives : le volume osseux disponible (qu'on peut parfois compenser notamment à l'aide de greffes osseuses ou par l'utilisation d'implants basaux). Certaines maladies de la gencive (lichen, leucokératose…) à traiter au préalable et toute infection dentaire à proximité[16].

## Prix en Europe
En Belgique ou en France, le prix d’un implant dentaire avec prothèse est[Quand ?] en moyenne de 1 400 €. Ceci correspond à l’implant, la connectique et la couronne. Les prix vont de 900 à 3 500 € en fonction du dentiste et des technologies. Il est fréquent de voir des patients avec des devis à 25 000 € pour une dentition à refaire[réf. nécessaire].
En Europe, le prix d’un implant dentaire varie beaucoup selon le pays. Le tarif est divisé par trois entre le pays le plus cher et le pays le moins cher. En 2018, le prix d’un implant dentaire est de 600 € en Hongrie. Le prix d’un implant dentaire est de 450 € en moyenne en Roumanie.
Le prix d'un implant est directement lié au niveau de vie du pays en question car il dépend principalement du coût de la main-d'œuvre et de la fiscalité du pays. Ceci explique que les implants dentaires sont moins chers dans des pays ayant un coût de la vie bas et où les impôts sont plus bas[réf. nécessaire].
Dans le cadre du tourisme médical, pour les soins dentaires importants, c’est-à-dire plusieurs dents manquantes, le prix de l’avion et de l'hébergement sont négligeables par rapport aux économies réalisées[réf. nécessaire].

## Autres utilisations
Les implants peuvent servir à stabiliser une prothèse dentaire amovible partielle ou complète qui ne tient pas en bouche. Pour ce faire, deux à quatre implants sont placés avec des boutons pressions ou une barre d'ancrage.
Il existe aussi un autre type d'implant, mis temporairement en place pour remplacer une dent manquante, ou pour servir de moyen d'ancrage à des forces orthodontiques. Dans ce cas, l'implant est beaucoup plus petit et ressemble à un petit clou. Il est posé directement, sans dégager la gencive, et sera retiré une fois le traitement orthodontique terminé.